# Stáraya Stanitsa (Krasnodar)
Stáraya Stanitsa (del ruso: Ста́рая Стани́ца) es una loquita del ókrug urbano de la ciudad de Armavir, en el krai de Krasnodar de Rusia. Está situada en la orilla derecha del río Kubán, frente a Armavir, 164 km al este de Krasnodar. Tenía 7 610 habitantes en 2010.
Es cabeza del municipio Starostanichnoye.

## Historia
La localidad fue fundada en 1793. Parte de sus habitantes emigraron tras unas inundaciones en 1817 a Prochnokópskaya.